# Susan Greenfield, Baroness Greenfield
Susan Adele Greenfield, baronesa Greenfield,   (1 de octubre de 1950) es una científica, escritora, locutora y miembro de la Cámara de los Lores inglesa (desde 2001). Su investigación se ha centrado en el tratamiento de la enfermedad de Parkinson y la enfermedad de Alzheimer. También está interesada en la neurociencia de la conciencia  y el impacto de la tecnología en el cerebro. Greenfield es investigadora senior en el Lincoln College de Oxford. Era profesora de Farmacología Sináptica.[cita requerida] Greenfield fue rector de la Universidad Heriot-Watt en Edimburgo entre 2005 y 2013. De 1998 a 2010 fue directora de la Royal Institution de Gran Bretaña. En septiembre de 2013, cofundó la empresa de biotecnología Neuro-bio Ltd, de la que es directora ejecutiva.

## Educación
La madre de Greenfield, Doris (de soltera Thorp), era bailarina y cristiana, y su padre, Reginald Myer Greenfield, era un electricista hijo de un inmigrante judío de Austria de habla yiddish de primera generación; sus abuelas nunca hablaban y ella dijo de ellas que "el prejuicio era igualmente vociferante en ambos lados".  Asistió a la escuela Godolphin and Latymer, donde obtuvo niveles A en latín, griego e historia antigua, y matemáticas. Fue el primer miembro de su familia inmediata en ir a la universidad; inicialmente fue admitida en St Hilda's College para estudiar Filosofía y Psicología, pero cambió de rumbo y se graduó con un título de primera clase en psicología experimental. Como investigadora principal en St Hugh's College, Oxford, completó su doctorado en 1977 bajo la supervisión de Anthony David Smith sobre los orígenes de la acetilcolinesterasa en el líquido cefalorraquídeo. Luego obtuvo una beca de investigación junior en Green College, Oxford, entre 1981 y 1984.

## Carrera7

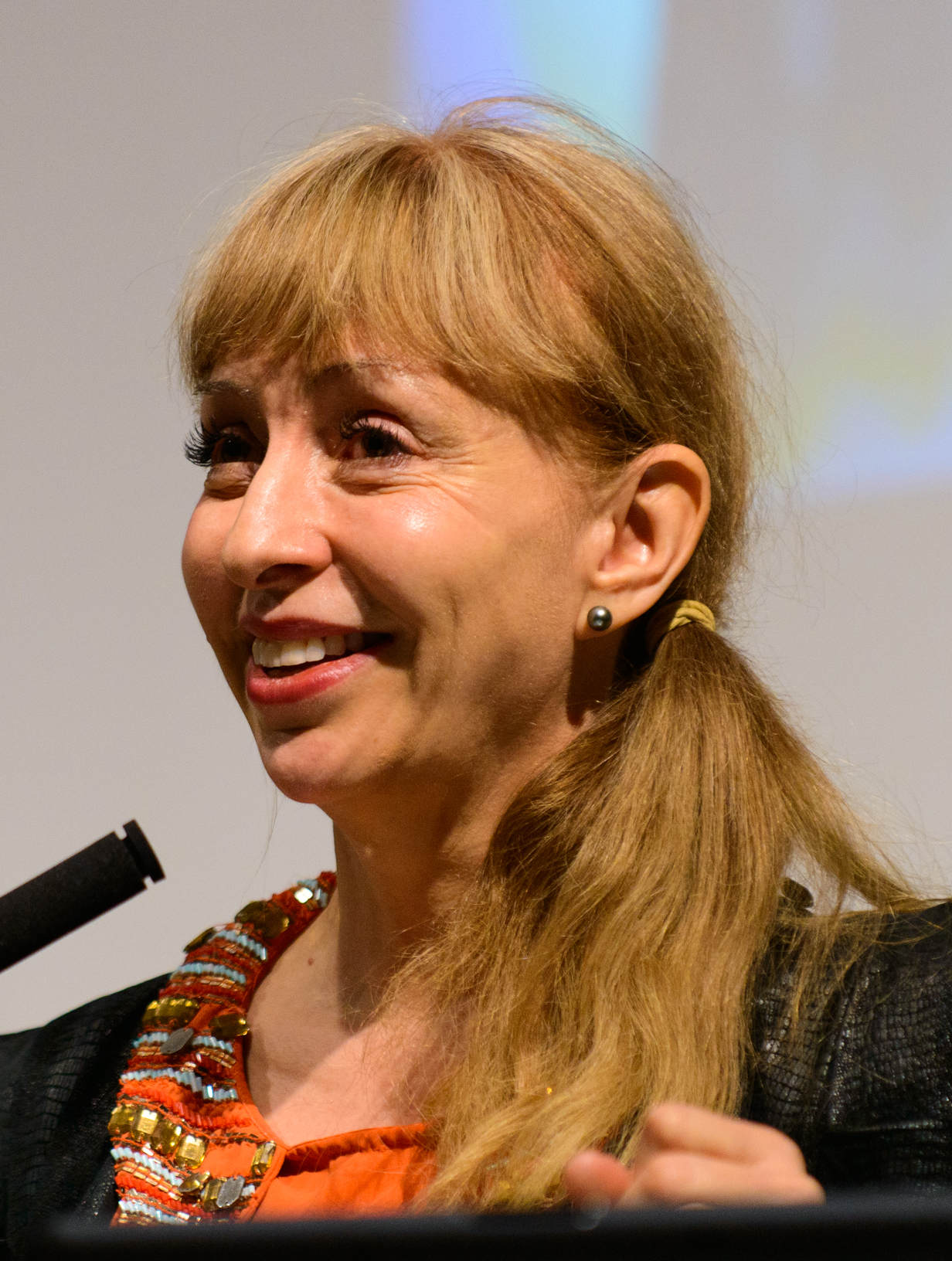
Greenfield en Senedd Cymru – Parlamento de Gales ; 2013

La investigación de Greenfield se centra en la fisiología del cerebro, particularmente en los mecanismos cerebrales de las enfermedades de Parkinson y Alzheimer. También es conocida por su papel en la divulgación de la ciencia. Greenfield ha escrito varios libros sobre el cerebro, da conferencias públicas con regularidad y aparece en radio y televisión. Desde 1976, Greenfield ha publicado aproximadamente 200 artículos en revistas revisadas por pares, incluidos estudios sobre los mecanismos cerebrales implicados en la adicción y la recompensa,     relacionados con los sistemas de dopamina y otros neuroquímicos.   Investigó los mecanismos cerebrales subyacentes al trastorno por déficit de atención con hiperactividad (TDAH)   así como el impacto del enriquecimiento ambiental.
En 1994, fue la primera mujer en dar las Conferencias de Navidad de la Royal Institution, entonces patrocinadas por la BBC. Sus conferencias se titulaban "Viaje al centro del cerebro". Fue nombrada Directora de la Royal Institution en 1998.  El puesto fue suprimido en 2010. La Royal Institution se había encontrado en una crisis financiera tras un programa de desarrollo de 22 millones de libras dirigido por Greenfield y la Junta. El proyecto puso fin a una deuda de 3 millones de libras esterlinas. Posteriormente, Greenfield anunció que llevaría a sus empleadores ante un tribunal laboral y que su demanda incluiría discriminación. El caso se resolvió fuera de la corte. Los dos puestos principales de Greenfield en Oxford fueron profesor de medicina sináptica en el Lincoln College de Oxford,  y profesor de farmacología sináptica.[cita requerida] Entre 1995 y 1999, dio conferencias públicas como Profesora Gresham de Física en Londres. Greenfield fue el pensador residente de Adelaida durante 2004 y 2005.
Como resultado de sus recomendaciones,[cita requerida] el primer ministro de Australia del Sur, Mike Rann, asumió un importante compromiso de financiación, respaldado por los gobiernos estatal y federal y el sector privado, para establecer la Institución Real de Australia y el Centro Australiano de Medios Científicos en Adelaida. Ha explorado la relevancia del conocimiento de la neurociencia para la educación  y ha utilizado la frase "cambio de mentalidad", un término general comparable al "cambio climático", que abarca diversas cuestiones relacionadas con el impacto del medio ambiente del siglo XXI en el cerebro.
En 2013 cofundó la empresa de biotecnología Neuro-Bio Ltd, que desarrolla pruebas de diagnóstico y terapias para la enfermedad de Alzheimer. La empresa ha descubierto que el extremo C de la acetilcolinesterasa se puede escindir y que el péptido resultante puede matar neuronas. La empresa también ha descubierto que un análogo del péptido cíclico podría prevenir esa muerte neuronal. La empresa recaudó alrededor de 4 millones de dólares en 2017.

## Política

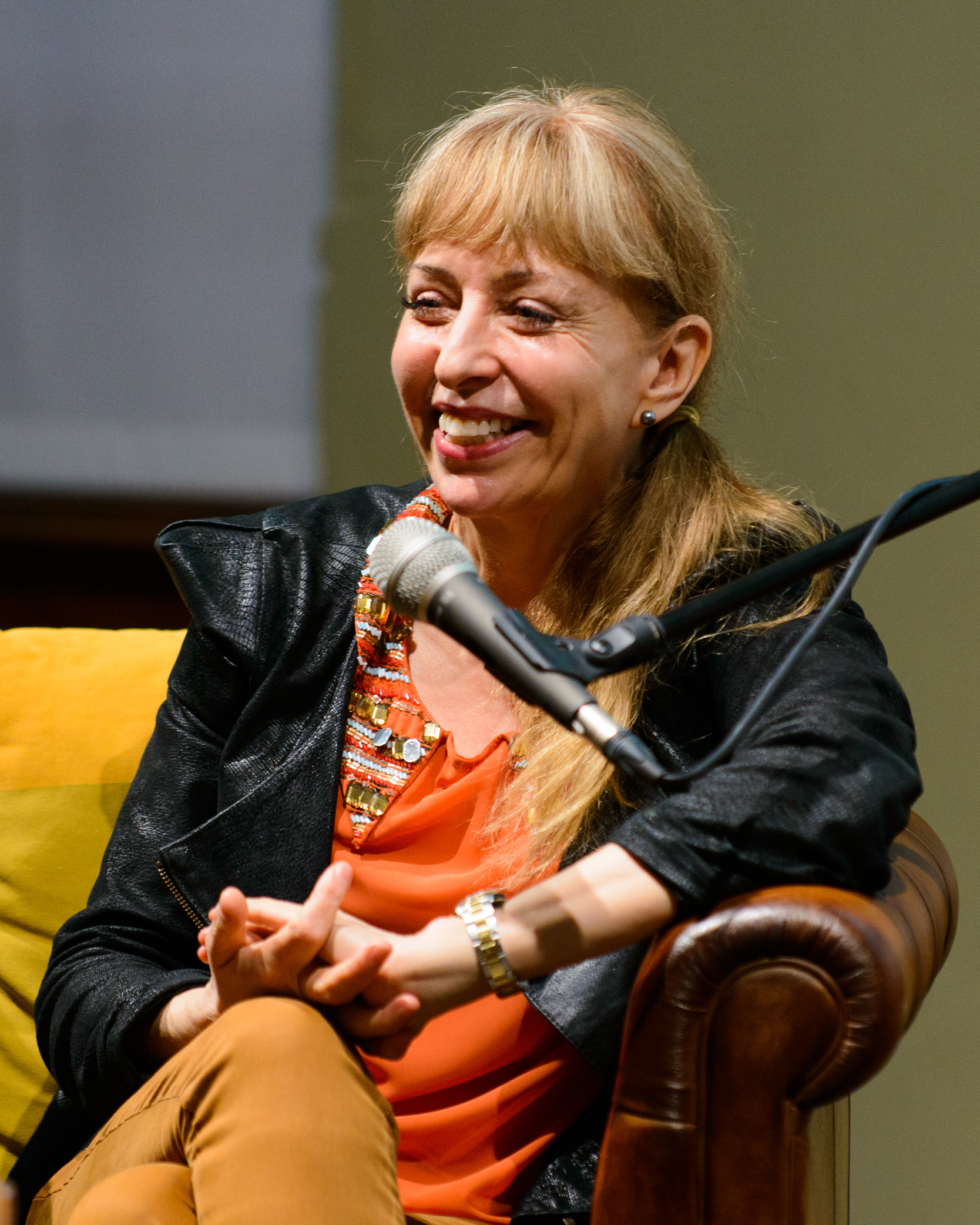
Campo verde en 2013

Greenfield es miembro del Parlamento del Reino Unido en la Cámara de los Lores como diputado cruzado y no tiene afiliación política formal. Los registros de la actividad de Greenfield en la Cámara de los Lores indican abstención en una variedad de cuestiones. Ha hablado sobre una variedad de temas incluyendo educación, drogas y empoderamiento económico de las mujeres.

## Libros
En 2013, Greenfield publicó una novela distópica de ciencia ficción, 2121: A Tale from the Next Century, que cuenta la historia de los hedonistas jugadores de videojuegos y su conflicto con los "neopuritanos".En 2014, Greenfield publicó un libro de divulgación científica titulado Mind Change: How Digital Technologies are Leaving its Mark on our Brains, que describe sus ideas sobre el impacto de la tecnología digital.

## Impacto de la controversia sobre la tecnología digital
Greenfield ha expresado su preocupación de que el uso de Internet pueda modificar las estructuras cerebrales de los jóvenes.  Ha tenido controversia en torno a sus opiniones sobre la relación entre el uso de la tecnología y el trastorno del espectro autista . Originalmente vinculó el aumento en el diagnóstico de trastornos del espectro autista con un mayor tiempo frente a la pantalla en un artículo de New Scientist de 2011. Ella defendió esta afirmación en 2014, en una entrevista con Stephen Sackur, en el programa HARDTalk de la BBC, en la que afirma haber recopilado 500 artículos "en apoyo de los posibles efectos problemáticos" del uso de la tecnología. Señaló que Public Health England había relacionado las redes sociales y los juegos multijugador en línea con "niveles más bajos de bienestar", y creía que la evidencia apuntaba a una relación de " dosis respuesta ", "donde cada hora adicional de visualización aumenta la probabilidad de experimentar experiencias socioemocionales". problemas". Ella creía que esto planteaba dudas sobre dónde trazar los límites entre el uso beneficioso y perjudicial de dicha tecnología, y dijo que "sería sorprendente si muchas horas diarias de actividad en la pantalla no influyeran en esta neuroplasticidad". 

## Honores
En 2016, Greenfield tiene 32 títulos honoríficos. Ha recibido premios, incluido el Premio Michael Faraday de la Royal Society. Ha sido elegida miembro de una beca honoraria del Royal College of Physicians  y del Museo de Ciencias de Londres. En 2006 fue nombrada Miembro Honorario de la Asociación Británica de Ciencias y Australiana Honoraria del Año.
En enero de 2000, Greenfield recibió un CBE  por su contribución a la comprensión pública de la ciencia. Más tarde ese año, The Observer la nombró Mujer del Año. En 2001, se convirtió en miembro vitalicio del sistema de la Comisión de Nombramientos de la Cámara de los Lores, como baronesa Greenfield, de Ot Moor, Oxfordshire. Como sus compañeros, ella misma fue nominada. En 2003, fue nombrada Caballero de la Legión de Honor por el Gobierno francés. En 2010 recibió la Medalla de la Sociedad Australiana de Investigación Médica y el premio British Inspiration de ciencia y tecnología en 2010.

## Mecenazgo
Es patrocinadora de Alzheimer's Research UK y de Dignity in Dying. Es fundadora y fideicomisaria de la organización benéfica Science for Humanity, una red de científicos, investigadores y tecnólogos que colabora con organizaciones sin fines de lucro para crear soluciones prácticas a los problemas cotidianos de las comunidades en desarrollo.

## Vida personal
Greenfield estuvo casada con el profesor Peter Atkins de la Universidad de Oxford desde 1991 hasta su divorcio en 2005.